# 上腕筋
上腕筋（じょうわんきん、英語: brachialis muscle）は人間の上肢の筋肉。上腕骨内側外側前面の下半分から起こり、尺骨粗面に停止する。
支配神経は腕神経叢の外側神経束の枝である筋皮神経であるが、外側部は後神経束由来の橈骨神経である。
作用としては肘関節の屈曲を行う。屈曲時には烏口腕筋、上腕二頭筋などと共に協調して働く。
前腕の回内・回外時に大きく動く橈骨に付着する上腕二頭筋に比して、尺骨につく上腕筋は、回内・回外時にも屈曲力が変わりにくい。